# 436

436(사백삼십육)은 435보다 크고 437보다 작은 자연수다.

## 수학
- 합성수로, 그 약수는 1, 2, 4, 109, 218, 436이다. 진약수의 합은 334이므로, 436은 부족수다.
- {\displaystyle 436=6^{2}+20^{2}}
  - 서로 다른 두 자연수의 제곱합으로 나타낼 수 있는 수다.
- {\displaystyle 45^{3}-1}은 436으로 나누어떨어진다.

## 과학
- NGC 436(영어판): 카시오페이아자리 방향에 있는 산개 성단.

## 교통

### 철도
- 수도권 전철 4호선 경마공원역의 역번호.

### 도로
- 일본 436번 국도: 효고현 히메지시에서 가가와현 다카마쓰시까지 이어지는 일본의 국도.
- 현도 제436호선

## 군사
- U-436(영어판): 제2차 세계 대전에 사용된 나치 독일의 군용 잠수함.

## 문화유산
- 대한민국의 보물 제436호: 창원 불곡사 석조비로자나불좌상
- 대한민국의 사적 제436호: 서울 선농단

## 기타
- 연도: 436년, 기원전 436년